# Brigitte Giraud
Brigitte Giraud (Sidi-bel-Abbès 1960 -) Periodista, llibretera, traductora i escriptora francesa. Premi Goncourt de l'any 2022 per Vivre vite.

## Biografia
Brigitte Giraud va néixer l'1 de novembre de 1960 a Sidi-bel-Abbès (Algèria) i actualment viu a Lió.
Ha escrit contes i novel·les i durant quinze anys ha estat al capdavant de la programació del Bron Book Festival a la ciutat de Bron.
El 1997 va publicar la seva primera novel·la, La Chambre des parents i posteriorment diversos llibres, novel·les, contes o reculls de contes. Els seus llibres s'han traduït a quinze idiomes, i la seva novel·la Pas d'inquiétude (Stock 2011) ha estat adaptada al cinema per France Télévision, amb direcció de Thierry Binisti i protagonitzada per Isabelle Carré i Grégory Fitoussi.
Des del 2009 dirigeix la col·lecció de literatura “La Forêt”, editada per Stock, que publica autors contemporanis com Fabio Viscogliosi, amb qui ha creat una lectura musical, de la seva obra Avec les garçons, Mona Thomas, Dominique A i Carole Allamand.
La novel·la Vivre vite, premiada amb el Goncourt ,és en homenatge a Claude, el seu marit mort en un accident de moto l'any 1999.

## Obres destacades
- 1997 : La Chambre des parents
- 1999 : Nico
- 2001 : À présent
- 2004 : Marée noire
- 2005 : J'apprends
- 2007 : L'Amour est très surestimé
- 2009 : Avec les garçons
- 2009 : Une année étrangère
- 2011 : Pas d'inquiétude
- 2013 : Avoir un corps
- 2015 : Nous serons des héros
- 2022 : Vivre vite

## Premis i reconeixements
- 1997 : Premi "Prix Littéraire des Étudiants" per La Chambre des parents
- 1999 : Premi "Prix Lettres frontière" per Nico

- 2001 : Menció especial del Premi Wepler per À présent
- 2009 : Premi del jurat Jean Giono per Une année étrangère
- 2014 : Oficial de l'Orde de les Arts i les Lletres
- 2017 : Premi "Goncourt de la nouvelle" per la seva col·lecció de contes L'amour est très surestimé
- 2022 : Premi Gouncourt de novel·la per Vivre vite